# Szeptember 13.
Szeptember 13. az év 256. (szökőévben 257.) napja a Gergely-naptár szerint. Az évből még 109 nap van hátra.
Névnapok: Kornél + Amadil, Amáta, Krizsán, Ludovika, Lujza, Mór, Móric, Polixénia

## Események
- 1505 – I. Miksa német-római császár hadat üzen II. Ulászló magyar királynak.
- 1515 – A Svájci Államszövetség kinyilvánítja örök semlegességét.
- 1540 – János Zsigmondot magyar királlyá választják.
- 1541 – Kálvin János három év száműzetés után visszatérhetett Genfbe és szabad kezet kapott, hogy új alapokon megszervezze az egyházat, amely vallási irányzat kálvinizmusként ismert.
- 1788 – New York City lesz az Amerikai Egyesült Államok fővárosa.
- 1830 – A Dramper nevű amerikai hajó befut a Alter Hafenbe, ezzel megnyílik Bremerhaven kikötője.
- 1898 – Hannibal Goodwin feltalálja a celluloid alapú fotófilmet.
- 1916 – első világháború: a hetedik isonzói csata kezdete. Az olasz hadsereg támadásait az osztrák-magyar haderő sikeresen visszaveri.
- 1931 – robbantásos terrorcselekmény történik a biatorbágyi vasúti hídnál, szeptember 13-án 0 óra 15 perc körül, amikor pokolgép robbanása tépte fel a síneket a Bécsbe tartó 10. számú gyorsvonat alatt; a nyomozás eredményei alapján a 22 ember halálát okozó támadásért egyedüli tettesként Matuska Szilvesztert vonták felelősségre.
- 1940 – Német bomba találja el a londoni Buckingham-palotát.
- 1943 – Csang Kaj-sek lesz Kína elnöke.
- 1944 – A IV. magyar hadtest (később 3. magyar hadsereg), Heszlényi Géza altábornagy parancsnoksága alatt Szeged–Nagyvárad térségéből támadást indít a románok ellen, és visszafoglalja Aradot.
- 1944 – Brit-amerikai légitámadás a budapesti pályaudvarok ellen. A bombázástól súlyosan megsérül a Józsefvárosi pályaudvar. Kisebb károk esnek a Nyugati, Kőbánya-Alsó és a Magdolnavárosi pályaudvaron (ma: Angyalföld vasútállomás).
- 1961 – Az Elnöki Tanács ismét Kádár Jánost, az MSZMP KB főtitkárát nevezi ki miniszterelnökké. E tisztséget felmentéséig, 1965. június 25-éig tölti be (másodszor).
- 1968 – Albánia kilép a Varsói Szerződésből.
- 1969 – Először lép színpadra John Lennon és Yoko Ono, a Plastic Ono nevű együttessel, a Toronto Rock and Roll Revival rendezvényen.
- 1973 – Az NDK és az NSZK az ENSZ tagjai lesznek.
- 1987 – A goiâniai baleset Brazíliában, tévedésből ellopott radiológiai terápiáseszköz tartozékából sugárveszélyes radiokatív anyag szivárog ki, amely halálos áldozatokat is követel.
- 1989 – Desmond Tutu püspök vezetésével apartheid-ellenes tüntetés Dél-Afrikában.
- 1990 – Iraki terroristák felrobbantják a francia kuvaiti nagykövetséget.
- 1993 – Jasszer Arafat palesztin és Jichák Rabin izraeli vezető Washingtonban aláírják a négy és fél évtizede folyó ellenségeskedés lezárásának elveit rögzítő megállapodást.
- 1994 – Az első „megfigyelési ügy”. A Katonai Biztonsági Hivatal által megfigyeltek között van Keleti György honvédelmi miniszter felesége is.
- 1995 – A Richter-skála szerinti 3,5-es erősségű földrengés rázza meg Várpalota környékét. Öt nappal később ugyanez történik a Dunakanyarban is.
- 1995 – Lezuhan a Magyar Honvédség 14-es oldalszámú MiG–23-as vadászrepülőgépe: Mizsei Mihály és Katovics Balázs a helyszínen életüket vesztették.
- 1996 – Az Aggteleki-karszt és a Szlovák-karszt barlangjait a világörökség részének nyilvánítják.
- 2005 – Manila külvárosában – villámcsapás következtében – felrobban egy lőszerraktár; legkevesebb 107 személy sérül meg.
- 2007 – A 4-es metró egyik alagútfúró szerkezete áttöri a Tétényi útnál – 14 méter mélyen – kialakítandó metróállomás betonfalát.
- 2008 – Átadják a Megyeri híd gyalogos részét.

## Sportesemények
Formula–1
- 1953 –  olasz nagydíj, Monza - Győztes: Juan Manuel Fangio (Maserati)
- 1959 –  olasz nagydíj, Monza - Győztes: Stirling Moss (Cooper Climax)
- 1981 –  olasz nagydíj, Monza - Győztes: Alain Prost (Renault Turbo)
- 1992 –  olasz nagydíj, Monza - Győztes: Ayrton Senna (McLaren Honda)
- 1998 –  olasz nagydíj, Monza - Győztes: Michael Schumacher (Ferrari)
- 2009 –  olasz nagydíj, Monza - Győztes: Rubens Barrichello (Brawn GP Mercedes)

## Születések
- 1601 – Ifj. Jan Brueghel flamand tájkép-, virág- és állatfestő († 1678)
- 1739 – Grigorij Alekszandrovics Patyomkin (Potemkin) herceg, orosz diplomata, II. (Nagy) Katalin cárnő kegyence († 1791)
- 1819 – Clara Schumann német zongoraművész, zeneszerző, Robert Schumann zeneszerző felesége († 1896)
- 1852 – Petelei István erdélyi író, újságíró († 1910)
- 1859 – Hertelendy Ferenc főispán († 1919)
- 1863 – Franz von Hipper, német admirális († 1932)
- 1870 – Vedres Márk magyar szobrászművész († 1961)
- 1874 – Arnold Schönberg osztrák zeneszerző († 1951)
- 1887 – Leopold Ružička horvát születésű Nobel-díjas svájci vegyész († 1976)
- 1890 – Bárczi Gusztáv Kossuth-díjas orvos, gyógypedagógus, akadémikus († 1964)
- 1891 – Nemes-Lampérth József magyar festőművész († 1924)
- 1896 – Tadeusz Szeligowski lengyel zeneszerző, zenepedagógus, ügyvéd, a lengyel zenei élet kiváló szervezője († 1963)
- 1897 – Demkó Mihály kárpátaljai magyar újságíró, tanító, nemzetiségi politikus, miniszteri tanácsos, országgyűlési képviselő († 1946)
- 1899 – Corneliu Zelea Codreanu román ultranacionalista politikus, a magyarellenes Vasgárda vezetője († 1938)
- 1905 – Szathmári Margit magyar színésznő († 1998)
- 1916 – Roald Dahl angol író, a „Meghökkentő mesék” szerzője († 1990)
- 1921 – Biszku Béla magyar kommunista politikus, belügyminiszter († 2016)
- 1922 – Charles Brown amerikai blues énekes, zongorista († 1999)
- 1922 – Yma Sumac (eredeti neve Zoila Augusta Emperatriz Chavarri del Castillo), inka származású perui énekesnő, hangja öt oktávot ívelt át († 2008)
- 1924 – Scott Brady amerikai színész († 1985)
- 1924 – Maurice Jarre francia zeneszerző († 2009)
- 1924 – Falusi Károly magyar tsz-elnök, országgyűlési képviselő († 2003)
- 1928 – Bernáth István magyar irodalomtörténész, műfordító († 2012)
- 1929 – Nikolaj Gjaurov bolgár operaénekes, basszista, a második világháborút követő időszak egyik világsztárja († 2004)
- 1929 – Thúry Éva magyar színésznő, operettszubrett
- 1931 – Barbara Bain (er. Millicent Fogel), amerikai színésznő ("Star Trek")
- 1932 – Mike MacDowell (Michael George Hartwell MacDowel) brit autóversenyző († 2016)
- 1939 – Richard Kiel amerikai színész, a James Bond filmek „acélfogú óriás”-a († 2014)
- 1939 – Szöllőssy Enikő magyar szobrász és éremművész
- 1940 – Óscar Arias Sánchez Nobel-békedíjas Costa Rica-i politikus, államfő
- 1942 – Károlyi Béla világhírű magyar tornaedző († 2024)
- 1944 – Jacqueline Bisset (szül. Winifred Jacqueline Fraser-Bisset),  angol színésznő
- 1944 – Peter Cetera amerikai énekes, basszusgitáros (Chicago)
- 1952 – Király Tamás magyar underground divattervező († 2013)
- 1961 – Alekszandr Alekszejevics Lukjanyenko, katonatiszt, a Dnyeszter Menti Moldáv Köztársaság védelmi minisztere
- 1968 – Emma Sjöberg svéd manöken, színésznő (Petra a „Taxi”-ból)
- 1971 – Stella McCartney angol divattervező
- 1973 – Kerekes Zsombor délvidéki születésű magyar válogatott labdarúgó
- 1976 – Puma Swede svédországi finn születésű amerikai pornószínésznő
- 1980 – Cristiana Capotondi olasz színésznő
- 1984 – Pákolicz Dávid magyar labdarúgó
- 1986 – Kobajasi Kamui japán autóversenyző
- 1987 – Cvetana Pironkova bolgár teniszező
- 1989 – Thomas Müller német labdarúgó
- 1993 – Niall Horan, a One Direction ír énekese
- 1993 – ifj. Vidnyánszky Attila magyar színművész, rendező
- 1996 – Playboi Carti amerikai rapper

## Halálozások
- 81 – Titus római császár (* 39)
- 1592 – Michel de Montaigne francia író, filozófus (* 1553)
- 1598 – II. Fülöp spanyol király (* 1527)
- 1705 – Thököly Imre erdélyi fejedelem (* 1657)
- 1894 – Emmanuel Chabrier francia zeneszerző és zongoraművész (* 1841)
- 1912 – Nogi Mareszuke japán katona, főnemes, 1896–1898. között Tajvan szigetének katonai kormányzója (* 1849)
- 1921 – Jánosi Béla esztéta, tudománytörténész, az MTA tagja (* 1857)
- 1931 – Morvay Alajos magyar mozdonyvezető, a biatorbágyi merénylet egyik áldozata
- 1949 – August Krogh Nobel-díjas dán zoológus, fiziológus (* 1874)
- 1960 – Weiner Leó Kossuth-díjas magyar zeneszerző (* 1885)
- 1973 – Betty Field amerikai színésznő (* 1913)
- 1977 – Leopold Stokowski angol karmester (* 1882)
- 1979 – Krepuska István magyar jégkorongozó (* 1899)
- 1983 – Palotai Boris József Attila-díjas magyar író, költő  (* 1904)
- 1987 – Mervyn LeRoy amerikai filmrendező  (* 1900)
- 1989 – Ratkó József József Attila-díjas magyar költő (* 1936)
- 1995 – Csorba Győző Kossuth-díjas magyar író, költő, műfordító (* 1916)
- 1996 – Tupac Shakur amerikai rapper (* 1971)
- 2001 – Dorothy McGuire amerikai színésznő (* 1916)
- 2007 – Behán Pál magyar brácsás (* 1966)
- 2010 – Nagy László Zsolt magyar színész (* 1980)
- 2010 – Szenes Iván magyar zeneszerző, dalszövegíró (* 1924)
- 2014 – Avar István Kossuth-díjas magyar színművész, a nemzet színésze (* 1931)
- 2017 – Frank Vincent, amerikai színész, zenész (* 1937)
- 2019 – Konrád György Kossuth-díjas magyar író, esszéíró, szociológus (* 1933)
- 2022 – Jean-Luc Godard francia filmrendező (* 1930)
- 2023 – Roger Whittaker angol énekes, dalszerző (* 1936)

## Nemzeti ünnepek, emléknapok, világnapok
- Programozók világnapja (Az év 256. napja, azaz nem szökőévekben esik erre a napra.)

## Érdekességek
- 1999 – Az 1975-ben készült "Alfa holdbázis" ("Space 1999.") tv-sorozat kitalált történetének kezdeteként a Hold ezen a napon tér le pályájáról.